# Halterofilismo nos Jogos Paralímpicos de Verão de 2012 - Até 56 kg masculino
A disputa da categoria até 56 kg masculino foi realizada no dia 31 de agosto no Complexo ExCel, em Londres.

## Medalhistas
| Ouro   | EGY Sherif Othman   |
| Prata  | NGR Anthony Ulonnam |
| Bronze | CHN Wang Jian       |

## Formato de competição
Os atletas foram divididos em dois grupos. Os atletas do grupo A, favoritos a medalha, competem depois dos atletas do grupo B. Cada atleta tem 3 tentativas para efetuar um movimento válido. Uma quarta tentativa será permitida apenas se o atleta tiver a intenção de quebrar um recorde mundial ou paralímpico, no entanto, essa quarta tentativa não contará para o resultado final. Se houver empate entre dois ou mais atletas, prevalecerá aquele que tiver a menor massa corporal.

## Recordes
| Recorde mundial     | 206,5 kg | EGY Sherif Othman | Dubai, Emirados Árabes Unidos | 23 de fevereiro de 2010 |
| Recorde paralímpico | 202,5 kg | EGY Sherif Othman | Pequim, China                 | 11 de setembro de 2008  |

Nenhum recorde foi quebrado nesta competição.

## Resultados
| Pos.   | Atleta                       | Grupo | Massa corporal (kg) | Tentativas (kg) | Tentativas (kg) | Tentativas (kg) | Tentativas (kg) | Resultado (kg) |
| Pos.   | Atleta                       | Grupo | Massa corporal (kg) | 1               | 2               | 3               | 4               | Resultado (kg) |
| ------ | ---------------------------- | ----- | ------------------- | --------------- | --------------- | --------------- | --------------- | -------------- |
| Ouro   | EGY Sherif Othman            | A     | 55,39               | 197.0           | 205.0           | 205.0           | –               | 197.0          |
| Prata  | NGR Anthony Ulonnam          | B     | 55,37               | 184.0           | 188.0           | 189.0           | –               | 188.0          |
| Bronze | CHN Jian Wang                | A     | 55,50               | 181.0           | 185.0           | 189.0           | –               | 185.0          |
| 4      | GBR Ali Jawad                | A     | 55,64               | 180.0           | 185.0           | 189.0           | –               | 185.0          |
| 5      | RUS Ildar Bedderdinov        | A     | 55,40               | 169.0           | 174.0           | 182.0           | –               | 174.0          |
| 6      | IRI Amir Jafari Arangeh      | A     | 55,90               | 173.0           | 182.0           | 186.0           | –               | 173.0          |
| 7      | THA Narong Kasanun           | B     | 55,17               | 162.0           | 175.0           | 175.0           | –               | 162.0          |
| 8      | AUS Abebe Fekadu             | B     | 55,21               | 158.0           | 163.0           | 163.0           | –               | 158.0          |
| 9      | CMR Conrad Frédéric Atangana | B     | 54.09               | 150.0           | 155.0           | 162.0           | –               | 155.0          |
| 10     | TUR Turan Mutlu              | B     | 55,42               | 150.0           | 158.0           | 158.0           | –               | 150.0          |
| —      | IRQ Hasan Al-Tameemi         | B     | 55,84               | 155.0           | 155.0           | 155.0           | –               | —              |

Legenda
| Recorde mundial      | Recorde mundial (World record)               |                       | Recorde africano                      | Recorde africano (African) |                                           | Q | Classificado por posição (Qualified) |
| Recorde paralímpico  | Recorde paralímpico (Paralympic record)      | Recorde da América    | Recorde da América (Americas)         | q                          | Classificado por melhor tempo (Qualified) |   |                                      |
| Melhor marca do ano  | Melhor marca do ano (World leading)          | Recorde asiático      | Recorde asiático (Asian)              | DNS                        | Não largou (Did not start)                |   |                                      |
| Recorde nacional     | Recorde nacional (National record)           | Recorde europeu       | Recorde europeu (European)            | DNF                        | Não terminou (Did not finish)             |   |                                      |
| Recorde pessoal      | Recorde pessoal do atleta (Personal best)    | Recorde da Oceania    | Recorde da Oceania (Oceania)          | DSQ / DQ                   | Desclassificado (Disqualified)            |   |                                      |
| Recorde da temporada | Recorde da temporada do atleta (Season best) | Recorde sul-americano | Recorde sul-americano (South America) | NM                         | Sem marca (No mark)                       |   |                                      |